# 屯門市中心公共運輸交匯處
屯門市中心公共運輸交匯處（英語：Tuen Mun Central Public Transport Interchange）是香港新界屯門區屯門市中心的巴士總站，位於屯門文娛廣場底層，鄰近屯門市廣場、屯門大會堂、屯門公共圖書館及屯門政府合署大樓。現時有7條巴士路線以此處為總站，另外有16條巴士路線及8條專線小巴路線途經此站。於1986年3月21日啟用。

## 歷史
- 1986年4月7日：屯門市中心巴士總站正式啟用，而52、60M、61線遷入本總站；同一天，60X線、61X線亦開辦。
- 1987年10月26日：62X線開辦。
- 1988年8月8日：九廣鐵路公司輕便鐵路接辦九巴61號線，同年9月18日起取消。
- 1991年4月13日：868線開辦。
- 1991年10月28日：260B線開辦。
- 1992年5月4日：原52線改為52X線，並延長為屯門市中心←→深水埗碼頭。
- 1998年5月26日：E33線開辦。
- 2002年7月28日：原263R線改為每天服務，並改編號為263線。
- 2004年2月8日：263線、61X線總站由本站遷往屯門站公共運輸交匯處。
- 2011年2月13日：261線來回程改經屯興路，不再停靠此站[1]。
- 2013年9月28日：九龍巴士66線取消服務。
- 2014年10月11日：60M線由本站延長遷往至屯門站巴士總站，而61X線縮短遷回至本站；66M線因改道不再停靠本站及屯門站巴士總站。
- 2015年12月21日：59S線取消服務[2]。
- 2021年12月19日：62X線提升至全日服務總站由本站遷往兆康站（南）公共運輸交匯處，本站改為往九龍方向之中途站，62X線原有上午繁忙時間班次更改編號為62P線以本站為起點站，259D來回程所有班次不再途經本站[3]。
- 2022年8月1日：K54線開辦。

## 總站路線資料（巴士）

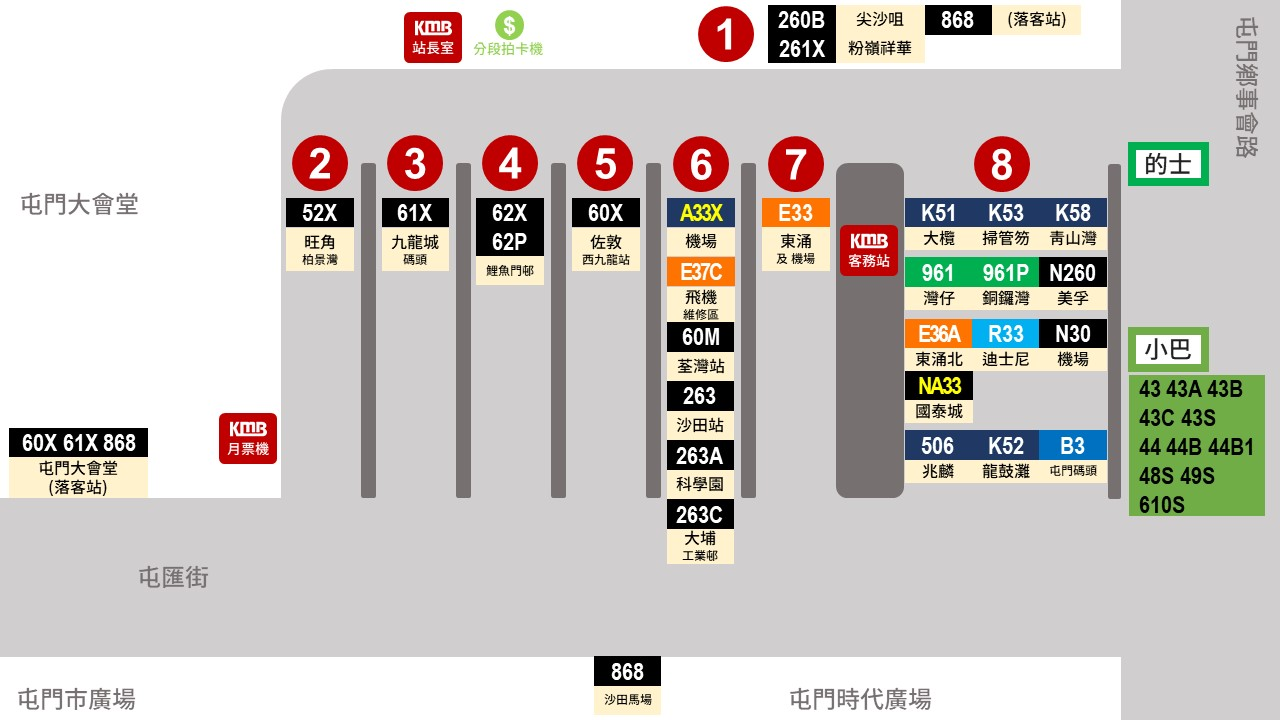
屯門市中心巴士總站平面圖（截至2021年12月）

### 九龍巴士52X線
- 屯門市中心 ↔ 旺角（柏景灣）

由九龍巴士營運的一條路線，提供屯門市中心、三聖、黃金海岸、大欖、青龍頭及深井往來長沙灣、旺角及大角咀的巴士服務。1992年5月4日起開辦。2009年11月30日起，九龍總站遷往旺角（柏景灣）。

### 九龍巴士60X線
- 屯門市中心 ↔ 佐敦（西九龍站）

由九龍巴士營運的一條路線，提供屯門市中心、安定、友愛及兆麟苑往來長沙灣、旺角、油麻地及佐敦的巴士服務。於1986年4月7日起開辦。

### 九龍巴士61S線
- 屯門市中心 ↔ 和合石

### 九龍巴士61X線
- 屯門市中心 ↔ 九龍城碼頭

由九龍巴士營運的一條路線，提供屯門市中心、安定、友愛、兆麟苑往來黃大仙、新蒲崗、九龍城、馬頭圍的巴士服務。於1986年4月7日起開辦。

### 九龍巴士62P線
- 屯門市中心 → 鯉魚門邨

由九龍巴士營運的一條路線，提供屯門市中心、安定、友愛、豐景園往黃大仙、彩虹、九龍灣、觀塘、藍田、油塘的巴士服務。於2021年12月20日起開辦。只在平日上午繁忙時間提供服務。

### 九龍巴士260B線
- 屯門市中心 → 尖沙咀

由九龍巴士營運的一條路線，提供屯門市中心、安定、友愛及豐景園往美孚、旺角、佐敦及尖沙咀的晨早巴士服務。於1991年10月28日起開辦。只在平日上午於屯門市中心開出5班。

### 九龍巴士868線
- 屯門市中心 ↔ 沙田馬場

由九龍巴士營運的一條路線，提供接載屯門及荃灣區的馬迷往來沙田馬場的巴士服務。於1991年4月13日起開辦。只在沙田馬場賽馬日開出。

### 龍運巴士E33線
- 屯門市中心 ↔ 機場（地面運輸中心）

由龍運巴士營運的一條路線，提供屯門市中心、友愛、安定、兆麟苑、龍門居及蝴蝶邨往來東涌市中心及機場的巴士服務。於1998年5月26日起開辦。是龍運首條連接屯門和北大嶼山的巴士路線，也是第一條途經汀九橋的龍運路線。2020年12月28日起配合屯門赤鱲角隧道通車加經龍門居及蝴蝶邨。

## 途經路線資料（巴士）

### 九龍巴士56S線
- 屯門站 ↔ 曾咀

### 九龍巴士60M線
- 屯門站 ↔ 荃灣站

由九龍巴士營運的一條路線，途經屯門新墟、屯門市中心、友愛邨/安定邨、兆麟苑及豐景園往來港鐵荃灣站的接駁巴士服務，於1982年5月16日隨地鐵荃灣綫全線通車而開辦。

### 九龍巴士62X線
- 兆康站（南） ↔ 鯉魚門邨

由九龍巴士營運的一條路線，途經景峰花園、屯門新墟、屯門市中心、安定/友愛、豐景園往來黃大仙、彩虹、九龍灣、觀塘、藍田、油塘的巴士服務。於1987年10月26日起投入服務。

### 九龍巴士259S線
- 屯門（龍門居） → 觀塘碼頭

由九龍巴士營運的一條路線，途經龍門居、屯門市中心、安定、友愛、豐景園往九龍灣商貿區及觀塘商貿區的巴士服務。於2022年5月3日起投入服務，只於平日早上繁忙時間提供服務。

### 九龍巴士261X線
- 掃管笏 ↔ 粉嶺（祥華）

由九龍巴士營運，途經黃金海岸、三聖邨、置樂花園、屯門市中心、紅橋、來往上水、粉嶺。於2018年9月26日開辦。每日於上下繁忙時間來回程各開兩班（星期六、日及公眾假期上、下午來回程班次只開一班）。

### 九龍巴士263線
- 屯門站 ↔ 沙田站

由九龍巴士營運的一條路線，途經屯門新墟、屯門市中心、友愛邨/安定邨、兆麟苑及豐景園往來沙田市中心及港鐵沙田站的巴士服務。於1996年12月20日起開辦。本線是唯一一條兩邊總站分別位於港鐵東鐵綫及屯馬綫車站，而又不是接駁港鐵兩線的新界區巴士路線。

### 九龍巴士263A線
- 屯門站 ↔ 香港科學園

於2018年4月9日起投入服務，途經屯門新墟、屯門市中心、友愛邨/安定邨、兆麟苑及豐景園往來石門、馬料水的巴士路線，只限平日繁忙時間提供服務。

### 九龍巴士263B線
- 屯門站 ↔ 火炭（山尾街）

於2022年11月14日起投入服務，途經屯門新墟、屯門市中心、友愛邨/安定邨、兆麟苑及豐景園往來火炭的巴士路線，只限平日繁忙時間提供服務。

### 九龍巴士263C線
- 屯門站 ↔ 香港教育大學

於2019年5月2日起投入服務，途經屯門新墟、屯門市中心、友愛邨/安定邨、兆麟苑及豐景園往來香港科學園、白石角、廣福邨、大埔墟、大埔中心和大埔工業邨，只限平日繁忙時間提供服務。

### 港鐵巴士506綫
- 屯門碼頭↔兆麟

是由港鐵巴士營運的一條屯馬綫接駁巴士路線，途經屯門碼頭、美樂花園、龍門居往來屯門市中心及安定的巴士服務。於2002年7月14日起以配合九廣輕鐵（現稱輕鐵）新發站（現稱屯門站）至建安站因進行輕鐵路軌架空工程以配合西鐵接駁而開辦。

### 過海隧道巴士960B線
- 屯門（建生邨） ↔ 鰂魚涌（英皇道）

提供屯門良景、田景、屯門市中心、安定及友愛往來港島東區的巴士服務。於2008年5月13日起投入服務，只限平日繁忙時間提供服務。

### 過海隧道巴士961線
- 屯門（山景邨） ↔ 灣仔（會議展覽中心）

由九龍巴士營運的一條西區海底隧道路線，途經屯門山景、屯門工業區、屯門市中心、安定及友愛往來港島中區及灣仔的巴士服務。於1997年10月3日起開辦。

### 過海隧道巴士961P線
- 屯門（良景邨）→ 銅鑼灣（維多利亞公園）

由九龍巴士營運的一條西區海底隧道路線，途經良景邨、屯門市中心往港島中區、灣仔及銅鑼灣的巴士服務。於2012年3月12日起開辦。袛在星期一至五早上繁忙時間開出一班。

### 龍運巴士A33X線
- 屯門（富泰） ↔ 機場（地面運輸中心）

途經景峰花園、新墟、屯門站、屯門市中心、友愛、安定及兆麟苑往來香港國際機場的豪華巴士服務。

### 龍運巴士E36A線
- 東涌（逸東邨） ↔ 元朗（德業街）

由龍運巴士營運的一條路線，途經形點、天慈邨、天耀邨、屏欣苑、紅橋及屯門市中心往來東涌北及逸東邨的巴士服務。於2021年6月20日起開辦，取代原有E34P及E34X線。

### 龍運巴士E37C線
- 天水圍市中心 ↔ 飛機維修區

於2021年12月20日投入服務，途經嘉湖山莊（美湖居、麗湖居、景湖居）、天晴邨、香港濕地公園、天逸邨、天富苑、天頌苑、天瑞邨、天水圍公園、天耀邨、天祐苑、元朗公路 、紅橋、屯門市中心、友愛邨/安定邨、兆麟苑、屯門赤鱲角隧道及機場後勤區，只限每日繁忙時間提供服務。

### 城巴B3線
- 屯門碼頭 ↔ 深圳灣口岸

本線是來往深圳灣口岸至美樂花園、龍門居、豐景園、三聖、置樂、屯門市中心等地區一帶，2007年7月1日配合深圳灣口岸開通而開辦。 B3號線改為來回程取道屯門公路、杯渡路直接往來元朗公路，不再經山景、大興、建生及兆康。剛開通時亦駛經山景、大興、建生及兆康，直至2008年8月16日B3A開辦而不再駛經上述地方。

### 港鐵巴士K51綫
- 富泰 ↔ 大欖

是由港鐵巴士營運的一條屯馬綫接駁巴士路線，提供屯門富泰邨及嶺南大學一帶往來新墟、屯門市中心、置樂花園、三聖、黃金海岸及大欖的巴士服務。由2001年1月14日起配合富泰邨入伙，總站由井財街延長至富泰。

### 港鐵巴士K51A綫
- 富泰 ↔ 掃管笏

是由港鐵巴士營運的一條屯馬綫接駁巴士路線，提供屯門富泰邨及嶺南大學一帶往來新墟、屯門市中心、置樂花園、三聖、黃金海岸及掃管笏的巴士服務。由2022年8月28日投入服務。

### 港鐵巴士K52綫
- 悅湖山莊 ↔ 龍鼓灘

是由港鐵巴士營運的一條屯馬綫接駁巴士路線，提供龍鼓灘、踏石角往來屯門碼頭一帶、置樂花園、屯門市中心及港鐵西鐵綫屯門站的巴士服務。於2003年12月19日起開辦。

### 港鐵巴士K53綫
- 屯門站 ↺ 掃管笏

是由港鐵巴士營運的屯馬綫及輕鐵接駁巴士，提供港鐵屯門站、新墟及屯門市中心往來置樂花園、三聖、黃金海岸及掃管笏的巴士服務。於2005年3月7日起開辦。初期只於平日繁忙時間提供服務，及後於2020年11月15日起提升至全日行走。

### 港鐵巴士K54綫
- 和田邨 ↺ 屯門市中心

是由港鐵巴士營運的屯馬綫及輕鐵接駁巴士，提供和田邨、菁田邨、港鐵兆康站、紅橋、新墟往來屯門市中心的巴士服務。於2022年8月1日起開辦。

### 港鐵巴士K58綫
- 富泰 ↔ 掃管笏

是由港鐵巴士營運的一條屯馬綫接駁巴士路線，提供屯門富泰村往來港鐵兆康站、兆康苑、建生、良田、山景、新墟、屯門市中心、置樂花園及青山灣的巴士服務。於2005年3月7日起開辦。只於平日繁忙時間提供服務。

### 龍運巴士N30線
- 元朗站 ↔ 機場（暢達路）（經東涌）

由龍運巴士營運的一條路線，提供元朗、天水圍及屯門往來香港國際機場、機場後勤區及東涌市中心的通宵巴士服務。於1998年11月22日起開辦。方便深夜往返機場及新界西北區的乘客。

### 龍運巴士NA33線
- 國泰城 ↔ 屯門（富泰）（經機場客運大樓、港珠澳大橋香港口岸）

由龍運巴士營運的一條路線，提供香港國際機場往來屯門（富泰邨）的通宵巴士服務。

### 九龍巴士N260線
- 屯門碼頭 ↔ 美孚

由九龍巴士營運的一條通宵巴士路線，途經屯門南、山景、良田、兆康苑、虹橋、屯門市中心及友愛往來荃灣、葵涌及美孚的通宵巴士服務。於1997年7月14日起開辦。

### 迪士尼樂園巴士R33線
- 屯門站 ↔ 迪士尼樂園

由龍運巴士營運的一條路線，提供屯門新墟、屯門市中心、友愛、安定、兆麟苑、龍門居及蝴蝶邨往來香港迪士尼樂園度假區的巴士服務。於2005年8月16日起配合香港迪士尼樂園即將啟用而投入服務。現時只於假日早上提供由屯門開往迪士尼樂園及每日晚上由迪士尼樂園開往屯門的單向服務。

### 迪士尼樂園巴士R33P線
- 迪士尼樂園 → 兆康站（南）

### 龍運巴士X33線
- 機場博覽館 → 洪元路洪福邨

## 途經路線資料（專線小巴）

### 新界區專線小巴43線
- 屯門新墟 ↺ 掃管笏

由中西區小巴服務有限公司營運的一條路線，提供掃管笏、愛琴海岸、稔灣村、黃金海岸往來三聖、置樂花園、屯門市中心及屯門新墟的專線小巴服務。於1988年5月投入服務。

### 新界區專線小巴43A線
- 屯門新墟 ↔ 青榕臺

由中西區小巴服務有限公司營運的一條路線，是43的輔助線，提供青榕街往來三聖、置樂花園、屯門市中心及屯門新墟的專線小巴服務，於1993年投入服務。

### 新界區專線小巴43B線
- 屯門新墟 ↺ 大欖涌

由中西區小巴服務有限公司營運的一條路線，是43的輔助線，提供大欖涌村、帝濤灣、小欖、黃金海岸往來三聖、置樂花園、屯門市中心及屯門新墟的專線小巴服務。於1993年投入服務。

### 新界區專線小巴43C線
- 屯門新墟 ↺ 兆麟苑

由中西區小巴服務有限公司營運的一條路線，提供兆麟苑、三聖、置樂花園往來屯門市中心及屯門新墟的專線小巴服務。於1995年投入服務。

### 新界區專線小巴43S線
- 屯門新墟 ↺ 稔灣

### 新界區專線小巴44線
- 屯門碼頭 ↔ 上水站

### 新界區專線小巴44B線
- 屯門站／屯門碼頭 ↔ 落馬洲轉車站／落馬洲管制站

由運泰實業有限公司營運的一條路線，提供港鐵屯門鐵路站、新墟、河田工業區、大興、良田、建生及兆康苑往來落馬洲轉車站/管制站的專線小巴服務，於1999年起投入服務。初時往來落馬洲轉車站至屯門碼頭，2005年11月29日起縮短至本站。主要方便沿途居民往來落馬洲轉車站，再轉車往皇崗口岸。現為廿四小時行走，深宵班次延長至落馬洲管制站及屯門碼頭。

### 新界區專線小巴44B1線
- 屯門碼頭 ↔ 落馬洲轉車站

由運泰實業有限公司營運的一條路線，是44B的輔助線，提供屯門南、龍門路、安定、友愛、屯門市中心往來落馬洲轉車站／管制站的專線小巴服務。於2005年11月29日起投入服務。本路線是目前香港各專線小巴路線中，唯一一條以B1字尾作編號的專線小巴路線。

### 新界區專線小巴48S線
- 良景邨 ↔ 旺角（弼街）

### 新界區專線小巴49S線
- 兆康苑 ↔ 灣仔（分域街）

### 新界區專線小巴610S線
- 天水圍（天瑞邨） ↔ 尖沙咀（海防道）

## 車坑分佈
| 車坑分佈（以入口最左邊起計） | 車坑分佈（以入口最左邊起計） | 車坑分佈（以入口最左邊起計） |
| 車坑編號                     | 車坑數目                     | 路線 |
| ---------------------------- | ---------------------------- | --- |
| 1                            | 南面                         | 九巴260B、868（落客站）線 |
| 2                            | 雙坑                         | 九巴52X線 |
| 3                            | 單坑                         | 九巴61X線 |
| 4                            | 單坑                         | 九巴62P、62X線 |
| 5                            | 雙坑                         | 九巴60X線 |
| 6                            | 單坑                         | 九巴60M、263、263A、263B、263C線、龍運A33X、E37C線 |
| 7                            | 雙坑                         | 龍運E33線 |
| 8                            | 雙坑                         | 港鐵巴士K51、K51A、K52、K53、K54、K58、506線、九巴259S、261X（往掃管笏）、N260線、龍運E36A、N30、NA33、R33線、過海隧道巴士960B、961、961P線、城巴B3線 |
| 9                            | 馬路～屯門鄉事會路           | 的士站、小巴分站 |
| 10                           | 馬路～屯匯街                 | 九巴868（上客站）、261X（往粉嶺（祥華））線 |

## 鄰近地點
- 屯門站
- 屯門公園
- 屯門市廣場
- 屯門大會堂
- 屯門政府合署
- 屯門中央圖書館
- 兆安苑
- 華都花園
- 栢麗廣場
- 仁愛分科診所